# ウルトラマンフェスティバル
ウルトラマンフェスティバルは、かつてサンシャインシティ文化会館で開催していた『ウルトラシリーズ』を題材にしたイベント。

## 概要
1980年代、『キョンシー』のイベントを主催して成功したTBSテレビ事業部が、『ウルトラマン』でも同様のイベントを開催できないかと考えて円谷プロダクションに企画を提案。当時のTBSテレビ経営陣と円谷プロダクションは、『ウルトラマン80』を巡る対立により冷戦状態となっていたが、過去に『ウルトラシリーズ』に携わったTBSテレビのプロデューサーが同局事業部の担当になったことで、その根回しによってTBS主催で開催されることになった。
1989年7月27日から8月30日、サンシャインシティ文化会館で初開催された。物販担当の責任者であった円谷英明は怪獣ブームが下火になっていたことから、場所代だけで赤字となることを覚悟していたが、TBSテレビの宣伝効果もあって予想を大幅に上回る売上を達成した。特に記念撮影を行う入場者が多いことから、会場で使い捨てカメラを販売したところ会期中に600万円の売上を記録。これを受け、翌年からは記念写真コーナーが常設された。
2009年、『ウルトラシリーズ』の制作がTBSテレビからテレビ東京に移動した後もTBS主催で開催が継続されており、『ニコニコ動画』のニコニコ生放送内での配信企画『ウルトラマンナイスの部屋』でのTBS女子アナウンサーのゲスト出演やTBSチャンネルでのライブステージ放送など宣伝を行っていた一方、放送局であるテレビ東京は協力企業に入っていない。
2021年以降は『ウルトラシリーズ』のイベント自体が『ウルトラヒーローズEXPO』に名称が統合されたため『ウルフェス』名義でのイベントは行われていないが、夏開催の『ウルトラヒーローズEXPO サマーフェスティバル』が事実上の『ウルフェス』の後継イベントとしてサンシャイン文化会館で開催されている。

## 今までのイベント

### ウルトラマンフェスティバル
日程
- 1989年7月27日から8月30日

### ウルトラマンフェスティバル'90
日程
- 1990年7月28日から9月2日

### ウルトラマン生誕25周年 ウルトラマンフェスティバル'91
日程
- 1991年7月26日から9月1日

### ウルトラマンフェスティバル（1992年）
日程
- 1992年

場所
- 富士急ハイランド

その他
- 東京外での開催のため「'92」がついていない。東京と山梨の新聞広告には「第4回」と明記されているが、『ウルトラマンフェスティバル』のリストには通算回数として含まれていない。石川でも開催していた。

### ウルトラマンフェスティバル'93
日程
- 1993年7月23日から8月31日

### ウルトラマンフェスティバル'94
日程
- 1994年7月22日から8月31日

場所
- 東京ドームシティプリズムホール

その他
- 甲子園阪神パークでも開催していた。

### ウルトラマンフェスティバル'95
日程
- 1995年7月28日から8月31日

場所
- 東京ドームシティプリズムホール

ウルトラライブステージのサブタイトル
- 第1部「誕生!光の超人VS暗黒魔人」
- 第2部「銀河最終決戦 勇者よ永久（とわ）に」

その他
- 大阪南港ATCホールでも開催していた。

### 史上最大の決戦 ヒーローフェスティバル'96
1996年は未開催だったが代わりに『ウルトラマン』、『仮面ライダー』、『スーパー戦隊』、『ゴジラ』による合同イベントが開催された。

### ウルトラマンフェスティバル'97
日程
- 1997年7月26日から8月31日

場所
- 東京ドームシティプリズムホール

ウルトラライブステージのサブタイトル
- 第1部「光と闇 真夏の大決戦!!」
- 第2部「新しき神器 未来に賭けた戦い」

その他
- 阪神パーク甲子園住宅遊園でも開催していた。

### ウルトラマンフェスティバル'98
日程
- 1998年7月19日から8月31日

場所
- 東京ドームシティプリズムホール

ウルトラライブステージのサブタイトル
- 第1部「激突!2つの魂」
- 第2部「魔空間!灼熱の決戦」

その他
- 阪神パーク甲子園住宅遊園でも開催していた。

### ウルトラマンフェスティバル'99
日程
- 1999年7月24日から8月31日

場所
- 東京ドームシティプリズムホール

ウルトラライブステージのサブタイトル
- 第1部「死闘!終末への序曲」
- 第2部「地球（ガイア）よ永遠に」

その他
- 奈良ドリームランドでも開催していた。

### ウルトラマンフェスティバル2000
日程
- 2000年7月20日から8月31日

場所
- 東京ドームシティプリズムホール

ウルトラライブステージのサブタイトル
- 第1部「戦士よウルトラの地球（ほし）へ」
- 第2部「宿命の対決 バルタン軍団の逆襲」

その他
- 奈良ドリームランドでも開催していた。

### ウルトラマンフェスティバル2001 ウルトラマン生誕35周年記念
日程
- 2001年7月20日から9月2日

ウルトラライブステージのサブタイトル
- 第1部「新世紀のヒーロー! ウルトラマンコスモス登場!!」
- 第2部「時を越えて今〜はるかなる宇宙へ〜」

その他
- 夢みなとタワーと宝塚ファミリーランドでも開催していた。

### ウルトラマンフェスティバル2002
日程
- 2002年7月21日から9月1日

ウルトラライブステージのサブタイトル
- 第1部「明日への勇気 エクリプス!」
- 第2部「僕たちの未来〜君にできるなにか〜」

その他
- 浜松アクトタワーと宝塚ファミリーランドでも開催していた。

### ウルトラマンフェスティバル2003
日程
- 2003年7月26日から8月31日

ウルトラライブステージのサブタイトル
- 第1部「真夏のウルトラ大作戦!!〜未来へのモードチェンジ〜」
- 第2部「伝説の勇者たち〜新たなる光〜」

その他
- 近鉄あやめ池遊園地でも開催していた。
- ウルトラライブステージ第2部で観客の返答や選択によって、その後の展開、出演キャラクターが変わるマルチストーリー方式を初導入。

### ウルトラマンフェスティバル2004
日程
- 2004年7月24日から8月31日

ウルトラライブステージのサブタイトル
- 第1部「激闘!第一の使者〜ウルトラマンノア光誕〜」
- 第2部「N〜もう一つの光〜」

その他
- ウルトラライブステージ第2部で観客の返答や選択によって、その後の展開、出演キャラクターが変わるマルチストーリー方式を導入。

### ウルトラマンフェスティバル2005
日程
- 2005年7月23日から8月31日

ウルトラライブステージのサブタイトル
- 第1部「刻を継ぐ勇者〜ウルトラマンマックス登場〜」
- 第2部「灼熱のバトルステージ大決戦」

その他
- ウルトラライブステージ第2部で戦いの結果が観る回によって変動する演出を初導入。

### ウルトラマンフェスティバル2006
日程
- 2006年7月28日から9月3日

ウルトラライブステージのサブタイトル
- 第1部「ウルトラマン40th 集え光の戦士たち!!」
- 第2部「ウルトラ兄弟!無限（メビウス）に拡がる未来へ!!」

### ウルトラマンフェスティバル2007 ウルトラセブン生誕40周年
日程
- 2007年7月27日から9月2日

ウルトラライブステージのサブタイトル
- 第1部「ウルトラセブン伝説〜漆黒の悪魔VS光の戦士達〜」
- 第2部「ウルトラマンメビウス外伝〜奇跡の不死鳥（フェニックス）現る!〜」

### ウルトラマンフェスティバル2008
日程
- 2008年7月25日から8月31日

ウルトラライブステージのサブタイトル
- 第1部「宇宙最大のピンチ! 倒せ!悪魔の鎧」
- 第2部「蘇れ!地球の光」

### ウルトラマンフェスティバル2009 夢・ロボット怪獣研究所
日程
- 2009年7月24日から8月31日

ウルトラライブステージのサブタイトル
- 第1部「翔べ!僕らのキングジョー」
- 第2部「守れ!光の国〜闇の戦士 大襲来!〜」

### ウルトラマンフェスティバル2010
日程
- 2010年7月23日から8月29日

ウルトラライブステージのサブタイトル
- 第1部「親子の絆! 灼熱のコンビネーション!!」
- 第2部「伝説の力! ウルトラパワー炸裂!!」

### ウルトラマンフェスティバル2011
日程
- 2011年7月22日から8月28日

ウルトラライブステージのサブタイトル
- 第1部「きたぞ!我らのウルトラマン!」
- 第2部「進め!ウルトラマンゼロ 輝け!希望の光」

その他
- ウルトラライブステージに3D映像を初導入。

### ウルトラセブン45周年 ウルトラマンフェスティバル2012
日程
- 2012年7月27日から9月2日

ウルトラライブステージのサブタイトル
- 第1部「ウルトラセブン 進め銀河の果てまでも!」
- 第2部「ウルトラマンゼロ 切り開け俺たちの明日」

### ウルトラマンフェスティバル2013
日程
- 2013年7月26日から9月1日

ウルトラライブステージのサブタイトル
- 第1部「零地点突破! 突き進め銀河へ!!」
- 第2部「新たなるウルトラマン! その名はギンガ!!」

### ウルトラマンフェスティバル2014
日程
- 2014年7月25日から8月31日

ウルトラライブステージのサブタイトル
- 第1部「新たなる銀河へ!〜明日へのビクトリー〜」
- 第2部「つぎの時代へ ウルトラの星かがやくとき」

オフィシャルサポーター
- 博多大吉

### 超・体・感 ウルトラマンフェスティバル2015
日程
- 2015年7月24日から8月30日

ウルトラライブステージのサブタイトル
- 第1部「X〜新たなる可能性 a new possibility〜」
- 第2部「絆の鎧×信じる力!」

オフィシャルサポーター
- 佐々木健介
- 北斗晶

その他
- ウルトラライブステージにLEDスクリーンを初導入。

### ウルトラマンシリーズ放送開始50年 ウルトラマンフェスティバル2016
日程
- 2016年7月22日から8月28日

ウルトラライブステージのサブタイトル
- 第1部「新たなる光 バルタン星人の襲来!」
- 第2部「ウルトラマン episode-Z〜脅威のゼットン軍団〜」

公式サポーター
- 博多華丸・大吉（博多華丸、博多大吉）

### ウルトラマンフェスティバル2017 ウルトラセブン放送50年
日程
- 第1部 : 2017年7月21日から8月7日
- 第2部 : 2017年8月9日から8月28日

ウルトラライブステージのサブタイトル
- 第1部「運命を切り開け〜光と闇の戦い〜」
- 第2部「僕たちの翼! ウルトラホーク発進!」

公式サポーター
- 土屋太鳳[4][5]

その他
- ひらかたパークでも開催していた。

### ウルトラマンフェスティバル2018
日程
- 第1部 : 2018年7月20日から8月6日
- 第2部 : 2018年8月8日から8月27日

ウルトラライブステージのサブタイトル
- 第1部「Brother〜勇者たちの絆〜」
- 第2部「時代を染めろ! 伝説のウルトラ兄弟」

公式サポーター
- 爆笑問題（太田光、田中裕二）

その他
- ひらかたパークでも開催していた。

### ウルトラマンフェスティバル2019
日程
- 第1部 : 2019年7月19日から8月6日
- 第2部 : 2019年8月8日から8月26日

ウルトラライブステージのサブタイトル
- 第1部「受け継がれる光 僕らの未来」
- 第2部「HEROになる瞬間（とき）」

公式サポーター
- 爆笑問題（太田光、田中裕二）

その他
- ウルトラライブステージに中央ステージを初導入。

### ウルトラマンフェスティバル2020→ウルトラマンフェスティバルONLINE
日程
- 2020年8月1日から8月23日

動画配信（YouTube）
- 8月1日、2019年のウルトラライブステージ第1部「受け継がれる光 僕らの未来」。
- 8月8日、2000年のウルトラライブステージ第1部「戦士よウルトラの地球（ほし）へ」。
- 8月15日、2003年のウルトラライブステージ第1部「真夏のウルトラ大作戦!!〜未来へのモードチェンジ〜」。
- 8月23日、2017年のウルトラライブステージ第2部「僕たちの翼! ウルトラホーク発進!」。

その他
- 6月8日、新型コロナウイルス感染拡大の影響により中止を発表[6]。
- 7月1日、オンラインで開催することを発表。

## 施設
展示
基本的に入り口から各コーナーに行くための通路に『ウルトラシリーズ』の撮影で実際に使用されていた衣装、小道具が展示されている。
巨大バトルジオラマ
ウルトラ戦士と怪獣の戦いを再現したジオラマが展示されているコーナー。
なりきりムービー
2011年から行われているウルトラ戦士になりきるオリジナルムービーが作成できるコーナー。作った映像はDVDになり、その場で鑑賞することも可能。
ウルトラマンアイスコーナー
2009年からマーベラスクリームが出店しているアイスクリームチェーンストア。2014年はアイスコーナーが設けられず、代わりにMOMI&TOY'Sが出店しているクレープコーナーが設けられた。2015年から再びアイスコーナーが設けられた。
ウルトラマンデパート
グッズを販売しているオフィシャルショップ。イベント限定のフィギュアも販売している。
ウルトラ縁日
プレイ券を購入してゲームができるコーナー。ゲームをクリアするとオリジナル景品がもらえる。ゲームをクリアできなくてもシールなどの景品がもらえる。
ウルトラショット
ウルトラ戦士と記念撮影ができるコーナー。
ふれあいステージ→グリーティング広場
ウルトラライブステージの開演前に行われているミニイベント。人形劇団「劇団こがねむし」による人形劇『ウルトラP』（平日限定）、ウルトラマンナイスとマグマ星人によるショートコント、『ウルトラシリーズ』の出演者によるトークショー（特定日限定）などが日替わりで行われている。2016年からウルトラ戦士が挨拶して回るグリーティング広場に変更されてショートコントとトークショーは廃止された。
ウルトラライブステージ
ヒーローショーが行われているステージ。開催初日から8月上旬まで第1部、8月中旬から開催最終日まで第2部の2部構成になっている。
2007年から『てれびくん』と『テレビマガジン』のグラビアページで展開中の『ウルトラマンメビウス外伝 超銀河大戦』やアーケードゲーム『大怪獣バトル ULTRA MONSTERS』に登場する新怪獣、後述のデザインコンテスト最優秀作品に選ばれた怪獣たちがウルトラライブステージに登場してウルトラ戦士と対決している。
近年ではライブステージ第2部は開催最終日前後の期間限定になると一部内容を変更して公演されたり、別のイベントで再公演することもある。
2003年と2004年のライブステージ第2部では観客の返答や選択によって、その後の展開及び出演キャラクターが変わるという「マルチストーリー方式」もとっていた。2005年の第2部ではストーリーに変更はないものの物語の途中で行われる試合の結果が観る回によって変動するという演出も見られた。
毎年、円谷プロダクションからウルトラライブステージのDVDが発売されている（1989年から1994年、2001年、2002年を除く）。基本的に第1部のみ収録だが2010年に発売された第1部のDVDには2009年の第2部も収録されていた。オープニングにはウルトラマン、ウルトラセブン、ウルトラマンエース、ウルトラマンゼアスが、にせウルトラマン、にせウルトラセブン、エースロボット、ウルトラマンシャドーと戦う映像が収録されていた。これは大怪獣バトルウルトラファンブックの付録DVDでの発売予告でも見られた。2011年に発売された第1部のDVDには2010年の第2部と『お正月だよ!ウルトラマン全員集合』のウルトラライブステージが収録されていた。2012年に発売されたDVDも前年と同じ構成（2011年の『お正月だよ!ウルトラマン全員集合2012』のウルトラライブステージを併録）。2013年期以降からは下記の『ウルトラマン THE LIVE』DVDシリーズの発売に伴い、再び第1部のみ収録になった。
2012年、円谷プロダクション、TCエンタテインメントによる『ウルトラマン THE LIVE』DVDシリーズが発売されて『ウルトラマンフェスティバル』のウルトラライブステージも2012年期版以降からは第1部と第2部が発売された。2015年版は第1部DVDのイベント販売を行わなかった代わり、イベントでDVDセットを予約手続きをして購入すればエンドロールに予約購入者が載るという措置をとっている。
- 『ウルトラマンフェスティバル2000』第2部では開催終了間際3日間の期間限定でウルトラマンパワード、ウルトラマンダイナ、ウルトラマンアグルなどが特別出演していた。
- 『ウルトラマンフェスティバル2005』第2部では開催終了間際3日間の期間限定でウルトラの父、ウルトラマンダイナ、ウルトラマンガイアなどが特別出演していた。
- 『ウルトラマンフェスティバル2006』第2部では開催終了間際3日間の期間限定でウルトラマンレオ、アストラ、ウルトラマン80、ユリアンの登場シーンが増えた。
- 『ウルトラマンフェスティバル2007 ウルトラセブン生誕40周年』第2部では開催終了間際3日間の期間限定でウルトラマンノア、ウルトラマンゼノンなど通常日には登場しなかったウルトラ戦士が登場していた。
- 『ウルトラマンフェスティバル2008』第2部では2009年1月10日から1月12日に横浜BLITZで開催された『ウルトラマンフェスティバル&ウルトラギャラクシー大怪獣バトル スペシャルライブステージ』に『ウルトラギャラクシー大怪獣バトル NEVER ENDING ODYSSEY』のレイ（南翔太）とヒュウガ（小西博之）、モロボシ・ダン（森次晃嗣）がゲスト出演する形で再公演された。
- 『ウルトラマンフェスティバル2009 夢・ロボット怪獣研究所』ウルトラライブステージ第2部「守れ!光の国 闇の戦士大襲来!」では開催最終日のみウルトラマンダイナ、ウルトラマンコスモスなどのウルトラ戦士、ニセウルトラマンダイナ、カオスウルトラマンなどの敵キャラクターが追加された。この日は台風のため、潮風公園にある等身大ガンダムのクロージングセレモニーなどのイベントが休止される中で最終日は開催された。
- 『ウルトラマンフェスティバル2010』第2部では開催終了間際3日間の期間限定で【スペシャルステージ】としてウルトラ戦士が多く登場していた。
- 『ウルトラマンフェスティバル2011』第2部では最終日限定で【スペシャルステージ】としてウルトラ戦士が多く登場していた。
- 『ウルトラマンフェスティバル2013』第2部では最終日限定で【スペシャルステージ】としてウルトラマンゼロをはじめとする多くのウルトラ戦士が登場していた。
- 『ウルトラマンフェスティバル2014』第2部では最終日限定でウルトラマンコスモスが「フューチャーモード」として登場していた（通常回では「エクリプスモード」）。

## デザインコンテスト
『てれびくん』と『テレビマガジン』が開催しているアイデアコンテスト。最優秀作品はウルトラライブステージに登場や『てれびくん』と『テレビマガジン』に掲載される。
- 2007年「強敵宇宙人デザインコンテスト」
  - てれびくん賞 : 岩力破壊参謀ジオルゴン
  - テレビマガジン賞 : 知力遊撃宇宙人エンディール星人
- 2008年「最強宇宙怪獣デザインコンテスト」
  - てれびくん賞 : 宇宙鳥獣ガロウラー
  - テレビマガジン賞 : 宇宙苦無獣ザラボン
- 2009年「ロボット怪獣デザインコンテスト」
  - てれびくん賞 : 要塞ロボットビームミサイルキング
  - テレビマガジン賞 : 生体破壊メカクラッシュライザー
- 2010年「新強化アーマーデザインコンテスト」
  - てれびくん賞 : ゼロスラッガーギアスーパーフォーム
  - テレビマガジン賞 : ゼロスラッガーギアキーパーフォーム
- 2011年「ウルトラマンゼロ新必殺光線技コンテスト」
  - てれびくん賞  ハナビ光線ファイヤースパーク
  - テレビマガジン賞  サイクロン光線
- 2012年「ウインダム強化アームコンテスト」
  - てれびくん賞 : トゥインクルスター
  - テレビマガジン賞 : 光のパワーシールド
- 2013年「エレキング、ベムスター必殺光線わざコンテスト」
  - てれびくん賞「ベムスター必殺光線わざコンテスト」 : ゴーストくん光線
  - テレビマガジン賞「エレキング必殺光線わざコンテスト」 : 三日月レインボーカッター
- 2014年「ウルトラマンビクトリー ウルトランスアイデアコンテスト」
  - てれびくん賞 : バルタンセンジュカノン
  - テレビマガジン賞 : タッコングファイヤーボール
- 2015年「オリジナルウルトラ怪獣デザインコンテスト」
  - てれびくん賞 : 悠然怪獣スケドン、サイバースケドン、スケドンアーマー
  - テレビマガジン賞 : 操電怪獣デンパゴン、サイバーデンパゴン、デンパゴンアーマー
- 2016年「ウルトラヒーローなりきり光線技コンテスト」
  - てれびくん賞 : ウルトラマンエックスによるウルトラトルネード光線
  - テレビマガジン賞 : ウルトラマンによるカラーリウム光線
- 2017年「ウルトラヒーロー合体わざ写真コンテスト」
  - てれびくん賞 : ウルトラマンエックスとウルトラマンオーブによるメガキズナ光線
  - テレビマガジン賞 : ウルトラセブンとウルトラマンゼロによるダブルエメリウムアタック
- 2018年「ウルトラヒーロー合体わざ写真コンテスト」
  - てれびくん賞 : ウルトラマン×ウルトラマンタロウ・コスモミラクルスラッシュ
  - テレビマガジン賞 : ウルトラマンジード×ウルトラマンタロウ・インテグレートスパーク
- 2019年「ウルトラマンタイタス・ウルトラマンフーマかくとう技コンテスト」
  - てれびくん賞「ウルトラマンフーマかくとう技コンテスト」 : ストライクスマッシュ
  - テレビマガジン賞「ウルトラマンタイタスかくとう技コンテスト」 : タイタスプラネットハンマー

## 関連作品
- ウルトラマンフェスティバル ライブステージ ソングコレクション 2009-2019

## 関連書籍
- 円谷英明『ウルトラマンが泣いている 円谷プロの失敗』講談社〈講談社現代新書〉、2013年6月18日。ISBN 978-4-06-288215-6。